# Kötz
Kötz település Németországban, azon belül Bajorországban. Lakosainak száma 3347 fő (2023. december 31.). Kötz Bubesheim, Günzburg, Burgau, Kammeltal, Ichenhausen és Bibertal községekkel határos.

## Népesség
A település népessége az elmúlt években az alábbi módon változott:
| Lakosok száma | 2414 | 2504 | 3238 | 3214 | 3246 | 3275 | 3239 | 3234 | 3290 | 3347 |
|               | 1970 | 1975 | 2011 | 2012 | 2014 | 2015 | 2017 | 2019 | 2022 | 2023 |